# فريدريتش ديتريصي
فريدريتش ديتريصي (بالألمانية: Friedrich Heinrich Dieterici) (1821 - 1903 م) هو مستشرق ألماني حافل الإنتاج.

## آثاره
- «أثولوجيا أرسطوطاليس»

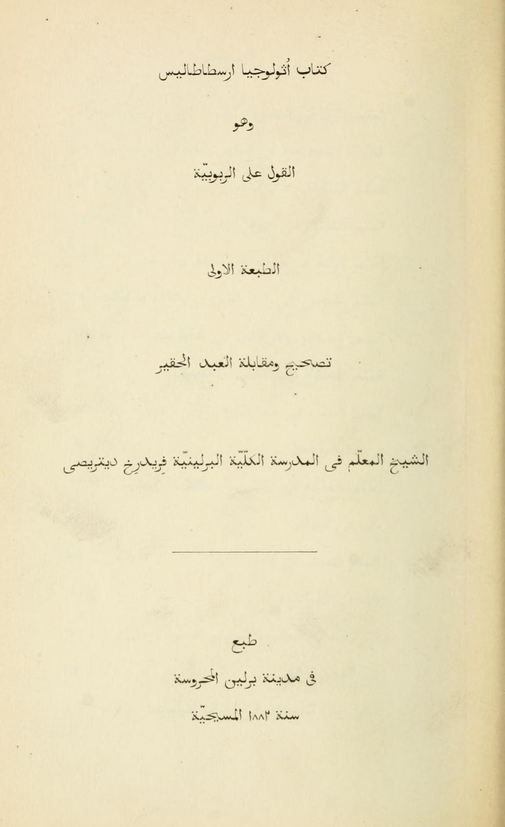
أثولوجيا أرسطوطاليس - 1882 م.

- «ألفية ابن مالك» مع شرح ابن عقيل، ليپتسك 1851.
- ترجم شرح ابن عقيل إلى الألمانية، ليپتسك، 1852.
- «ديوان المتنبي»، مع شرح الواحدي، برلين 1858 ـ 1861.
- مختارات من «رسائل إخوان الصفا» (ليپستك 1884 ـ 1886).
- «الثمرة المرضية من الرسائل الفارابية» (ليدن 1890 ـ 1892).
- «آراء أهل المدينة الفاضلة» للفارابي (ليدن، 1895).
- ترجمة ألمانية لـ «آراء أهل المدينة الفاضلة للفارابي» (ليدن، 1900).
- «العلوم التقديمية عن العرب»، برلين 1865 Die Propädeutik der Araber.
- «المنطق وعلم النفس عند العرب»، ليپتسك 1868.
- «تصور الطبيعة وفلسفة الطبيعة عند العرب في القرن العاشر» (ط2 في ليپتسك، 1876).
- «النزاع بين الإنسان والحيوان» (برلين، 1858).
- «علم الإنسان عند العرب في القرن العاشر» ليپتسك 1781.
- «نظرية نفس العالم» (ليپتسك، 01873).
- «الدارونية في القرن العاشر والقرن التاسع عشر الميلاديين»، ليپتسك 1878.
- «معجماً عربيّاً ـ ألمانياً للقرآن، والحيوان والإنسان» (الطبعة الثانية، ليپتسك 1894).
- «حول أقدم صيغة للعقيدة المسيحية»، برلين 1895.
- «مختارات عثمانية» برلين 1854.
- «صور رحلات في المشرق» (مجلدين، برلين 1853).
- «مريم» (ليپتسك 1886؛ طبعة شعبية 1889).